# Andrea Villegas
Andrea Villegas (Mendoza, 8 de noviembre) es una escritora argentina, autora de libros de crecimiento personal, crítica literaria, presentadora y productora en televisión y Radio (medio de comunicación), conferencista.

## Carrera profesional

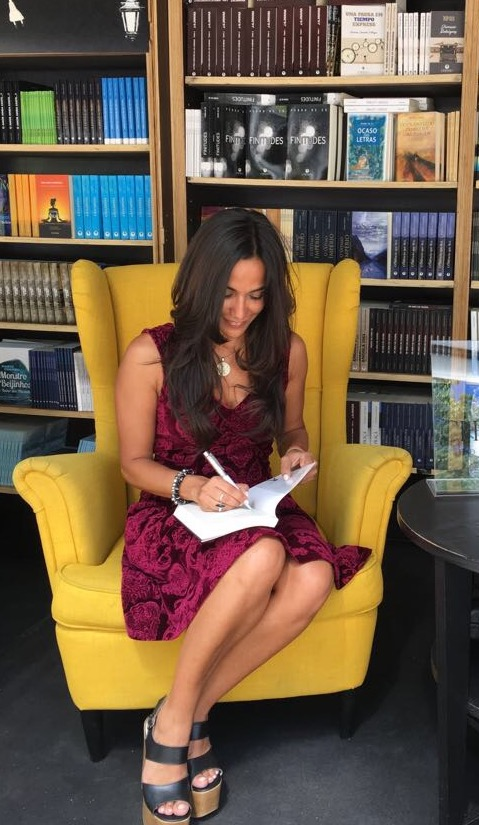
Andrea Villegas firmando su libro Una pausa en tiempo express en Lisboa, Portugal, junio 2017

Licenciada en publicidad. Productora general y presentador de televisión en Grupo América, programas Diario del Viajero y Es lo que hay. Productora radial, programa Derechos de una FM Una. Panelista de los programas radiales Para vivir mejor Radio Noticias y Juntos de mañana Radio Jornada. Columnista con crítica literaria de libros y autores hispanoparlante.
Creadora del juego de mesa Veredicto.
Escritora y autora de libros de reflexión, entre sus principales obras se encuentra la novela autobiográfica Una pausa en tiempo express, De medias naranjas y naranjas enteras y Método 8.11''. Colaboró en el libro Bienestar en contextos de encierro escrito por 64 referentes del bienestar en el mundo con el aval de la Organización de las Naciones Unidas y World Happiness Foundation. Oradora motivacional y mentora del bienestar. Referente del acrónimo Mequeson.

## Otras actividades

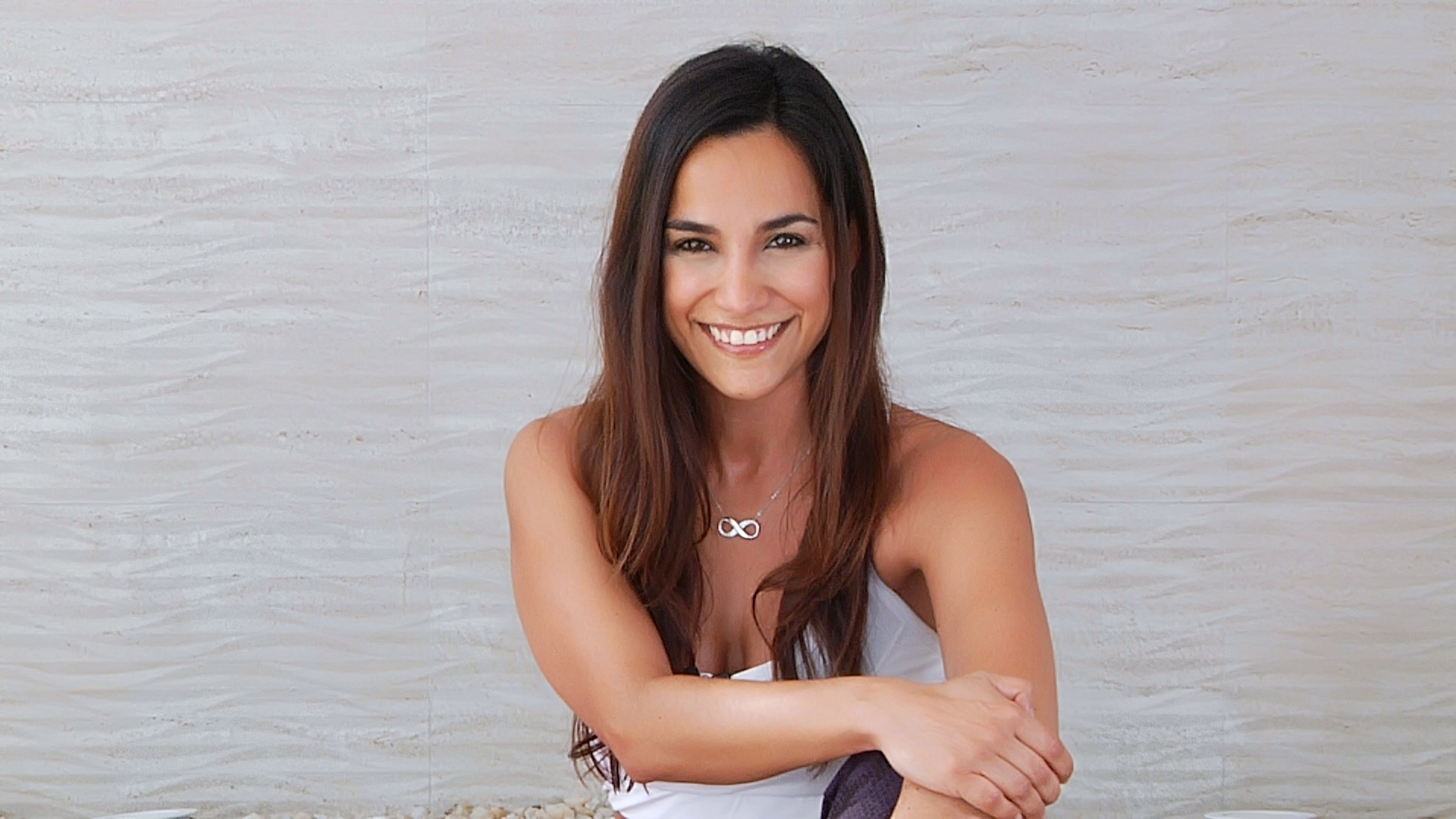
Andrea Mequeson trabajando como mentora de bienestar en julio de 2020

Desde 2016 hasta 2019 trabajó en Escuela de Talentos apoyado por la Dinaf en Argentina colaborando en la educación de niños en situación de calle, falta de escolarización y vulnerabilidad. En 2020 trabajó en el Hogar de niños Arturo Prat – apoyado por Sename Valparaíso en Chile.